# Wilczna (Mazovie)
Pour les articles homonymes, voir Wilczna.
Wilczna (prononciation : [ˈvilt͡ʂna]) est un village polonais de la gmina de Skaryszew dans le powiat de Radom de la voïvodie de Mazovie dans le centre-est de la Pologne.
Il se situe à environ 5 kilomètres au sud-ouest de Skaryszew (siège de la gmina), 14 kilomètres au sud de Radom (siège de le powiat) et à 105 kilomètres au sud de Varsovie (capitale de la Pologne).
Le village compte approximativement une population de 140 habitants.

## Histoire
De 1975 à 1998, le village appartenait administrativement à la voïvodie de Radom.